# William Gull
Pour les articles homonymes, voir Gull.
William Withey Gull, né à Colchester le 31 décembre 1816 et mort à Londres le 29 janvier 1890, 1er baronnet, est un médecin clinicien britannique, proche de la reine Victoria du Royaume-Uni.
Il est principalement connu pour être l'un des suspects dans l'affaire Jack l'Éventreur, depuis des thèses et œuvres populaires apparues dans les années 1970.

## Éminentclinicien
Ce médecin anglais produit de remarquables observations cliniques, en particulier sur les dysfonctionnements graves de la glande thyroïde qui ont permis l'identification du myxœdème en 1882. Il a également traité la paraplégie, l'anorexie et les maladies pulmonaires. En 1871, il est anobli par la Reine Victoria pour avoir guéri son petit-fils, Albert Victor de Clarence, d'une fièvre typhoïde.
En 1887, il est foudroyé par une attaque cardiaque qui le laisse paralysé du côté droit. Il est frappé à trois autres reprises jusqu'à décéder le 29 janvier 1890.

## Jack l'Éventreur

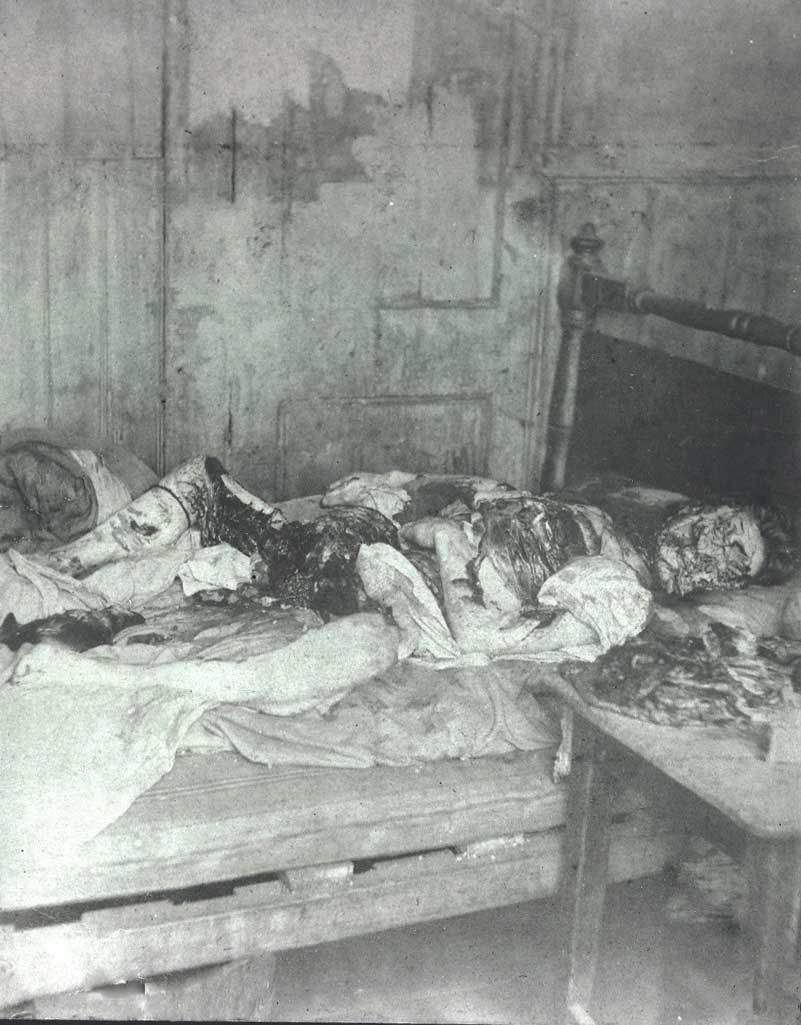
Le corps mutilé de Mary Jane Kelly.

### Stephen Knight
Dans les années 1970, Stephen Knight évoque le nom de Sir Gull comme hypothétique coupable des meurtres. Dans son livre Jack the Ripper : The Final Solution, il suggère que cette histoire sanglante est le résultat d'un complot impliquant la famille royale britannique, la franc-maçonnerie et le peintre Walter Sickert. Il conclut que les victimes ont été assassinées afin de couvrir un mariage secret entre l'héritier du trône, le prince Albert Victor de Galles, duc de Clarence et Avondale, et Annie Elizabeth Crook, une prostituée. Sir Gull aurait été chargé d'interner la mère dans un asile et placer l'enfant illégitime dans une institution, mais les amies d'Annie Crook, ayant découvert cette injustice, auraient fait chanter la Couronne britannique...ce qui aurait poussé le médecin à les éliminer. Parmi les fréquentations de Sir Gull se trouvaient des officiers de police haut gradés, tel Sir Robert Anderson du Yard, qui protégeaient le trône.
La plupart des études considèrent cette théorie comme fantaisiste. Annie Elizabeth Crook n'a jamais été internée, Sir Gull était paralysé après une attaque cardiaque, les meurtres ont été perpétrés sur place comme en témoignent les traces de lutte et non dans une voiture.

## Dans la fiction
- Dans le roman graphique From Hell, le scénariste Alan Moore se sert de la thèse du complot maçonnique imaginée par Stephen Knight pour dépeindre Gull comme un assassin accomplissant un rituel mystique censé assurer la domination masculine sur les femmes[5].
  - Dans l'adaptation filmique From Hell (long-métrage de (2004), il est interprété par Ian Holm. Sir Gull y est un franc-maçon aidé de son cocher, John Netley.
- Dans le roman de science-fiction Les Thanatonautes (1994)  de Bernard Werber, le protagoniste Michael Pinson apprend aux portes du ciel que Jack l'Eventreur était William Gull.
- Meurtre par décret (long-métrage de (1979), interprété par Roy Lansford. Sir Gull y est renommé Sir Thomas Spivey.
- Jack l'Éventreur (mini-série de 1988), interprété par Ray McAnally. Sir William Gull est le sujet de ses propres expériences sur la folie humaine. Il est secondé par le cocher John Netley.

## Sources et références
1. ↑  (en) Great Doctors of the 19th Century - Sir William Hale-White (1935)
2. ↑  Jack the Ripper: The Final Solution -Stephen Knight (1976)
3. ↑  tueursenserie.org
4. ↑  Le livre rouge de Jack l'Eventreur, Stéphane Bourgoin, Points crime, 2014.
5. ↑  (en) Monica Germanà, « Madness and the city : the collapse of reason and sanity in Alan Mooreʹs From Hell », dans Matthew J. A. Green (dir.), Alan Moore and the Gothic Tradition, Manchester University Press, 2013, 328 p. (ISBN 978-0-7190-8599-4), p. 142.